# Taiwans politiska status

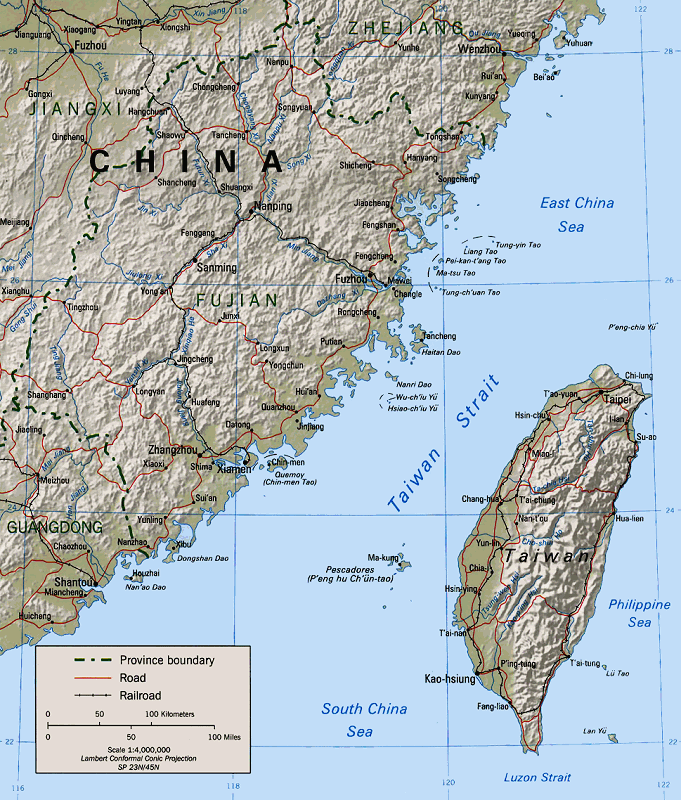
Karta över Taiwansundet.

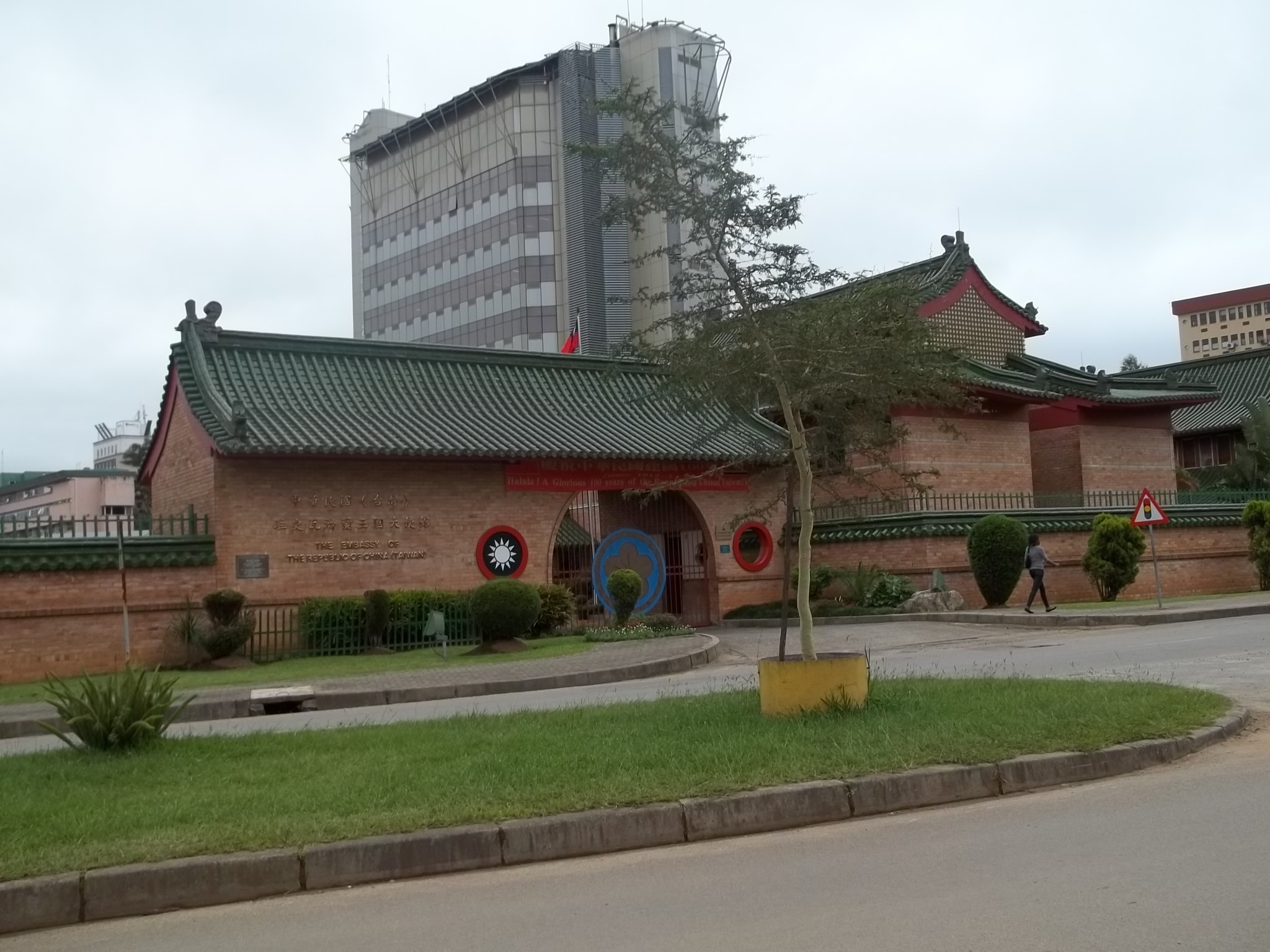
Taiwans ambassad i Swaziland.

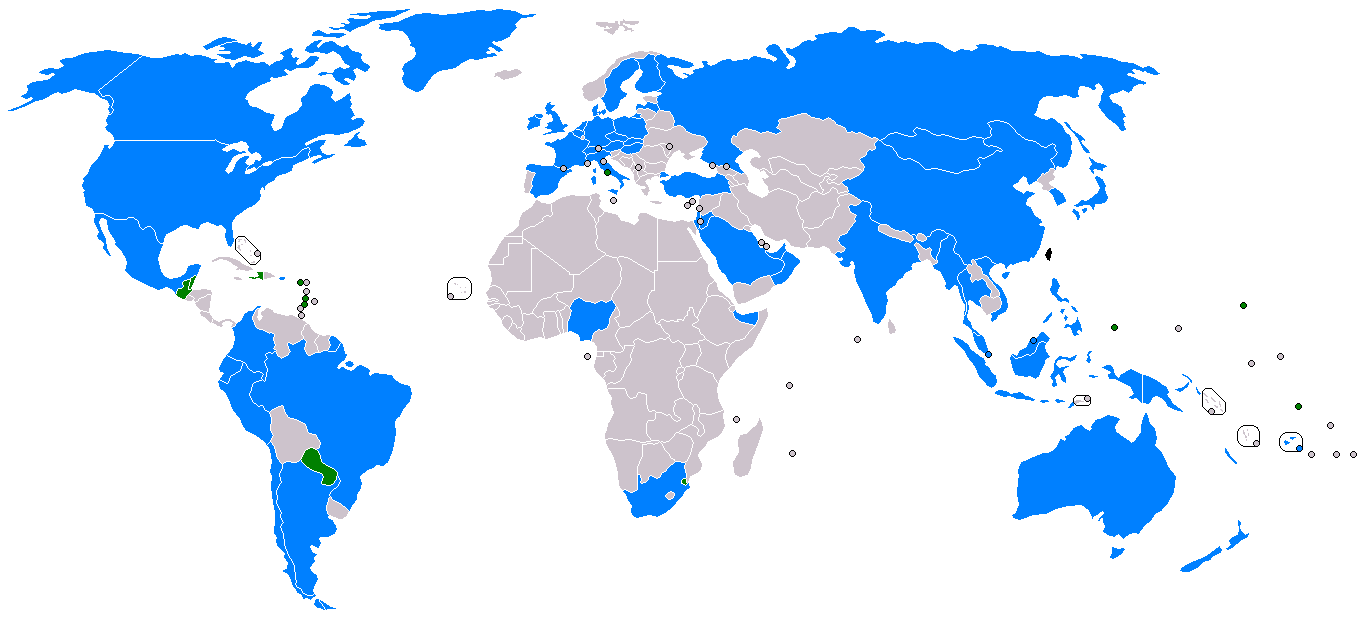
Taiwans relationer med omvärlden:
Diplomatiska relationer
Icke-diplomatiska, inofficiella relationer.

Taiwans politiska status är kontroversiell. Frågan handlar om huruvida Republiken Kina (vanligen känd som Taiwan) på ön Taiwan ska fortsätta att utgöra Republiken Kina, inlemmas i Folkrepubliken Kina eller bli den självständiga staten Republiken Taiwan. En temporär tvistefråga är också synen på förhållandet mellan Republiken och Folkrepubliken under förhandlingarna. Man vill från Taiwans sida se på dessa som "mellanstatliga relationer", ett ordval som inte uppskattas av ledarna i Peking då de inte erkänner Taiwan som en egen stat. 
I idrottssammanhang som olympiska spelen och världsmästerskapet i fotboll för herrar tävlar Taiwan under namnet Kinesiska Taipei.

## Bakgrund
Efter första sino-japanska kriget (1894–1895) tog Japan kontroll över ön Taiwan, och kom att behålla den fram till slutet av andra världskriget, 1945, då Republiken Kina tog över ön och gjorde den till provins. När Kinas nationalistparti förlorade inbördeskriget på fastlandet utropade kommunisterna Folkrepubliken Kina och nationalisterna flydde till Taiwan där de upprätthöll den gamla kinesiska staten som den sett ut 1945–1949. Med regimen på flykten till Taiwan följde runt en miljon människor, mestadels affärsmän, bankirer, läkare, akademiker och tjänstemän.
Nationalisterna med ledning av Chiang Kai-shek utropade undantagstillstånd, vilket höll i sig fram till juli 1987 och provisoriska bestämmelser som hävdes i maj 1991. Under kalla kriget kom Taiwan att bli en av flera indirekta stridsplatser mellan supermakterna USA och Sovjetunionen, där den förra stödde Taiwan och den senare Folkrepubliken Kina. 1971 tog Folkrepubliken över Republikens plats i FN och även gradvis de diplomatiska kontakterna med omvärlden. År 2000 erkände endast 28 länder i världen Republiken som det rättmätiga Kina.
I början av 1990-talet tilläts fria val på Taiwan, allteftersom Chiang Kai-sheks son Chiang Ching-kuo avvecklade det strikt auktoritära, militärliknande politiska systemet, som av vissa har beskrivits som diktatoriskt. Idag är den viktigaste politiska frågan, som också skiljer partierna åt, om man ska kämpa för formell självständighet eller fortsätta med status quo.

### Olika folkgrupper
Situationen på Taiwan kompliceras ytterligare av att befolkningen är allt annat än homogen. Under Mingdynastin (1368–1644) började människor från Kinas fastland för första gången slå sig ned på ön. Vid den tiden fanns redan en malajisk-polynesisk ursprungsbefolkning. Holländare bosatte sig på ön under 1600-talet men kördes iväg av generalen Zheng Cheng-gong (eller Koxinga) 1662. Under Qingdynastin (1644–1911) ökade invandringen till ön. Efter inbördeskriget kallades de tidigare invandrarna för taiwaneser och de nyanlända för fastlänningar.
År 2000 var 15 procent av Taiwans befolkning på 22 miljoner så kallade fastlänningar. Förhållandet mellan dessa och resten av befolkningen nådde ett kritiskt skede efter massakern den 28 februari 1947 då Chiang Kai-shek sände militära trupper för att slå ned taiwanesernas demonstrationer mot den nya regimen. Denna så kallade "vita terror" har uppskattats ha krävt runt 30 000 dödsoffer. Den taiwanesiska dialekten förbjöds och intellektuella oppositionella benämndes ofta som "kommunister" och fängslades eller försvann. Nationalistregeringen bad officiellt om ursäkt för detta 40 år senare och betalade ut kompensation till offrens anhöriga.

## Taiwan och omvärlden
Endast ett fåtal länder i världen har officiella diplomatiska kontakter med Republiken Kina på Taiwan. Ett flertal länder har dock handelsbeskickningar och kulturhus som fungerar som de facto-ambassader på alla sätt; de utfärdar visum samt utför konsulära uppgifter. 15 länder hade diplomatisk förbindelse med Taiwan år 2019.
| - Belize (1989) - Guatemala (1960) - Haiti (1956) - Honduras (1965) - Marshallöarna (1998) - Nauru (1980–2002, 2005) - Nicaragua (1990) - Palau (1999) | - Paraguay (1957) - Saint Kitts och Nevis (1983) - Saint Lucia (1984–1997, 2007) - Saint Vincent och Grenadinerna (1981) - Swaziland (1968) - Tuvalu (1979) - Vatikanstaten (Den Heliga stolen) (1942) |

## Taiwans politiska partier
De största partierna i Republiken Kina idag är nationalistpartiet Kuomintang (KMT), bildat 1912, och Demokratiska progressiva partiet (DPP), som har självständighet som en av sina viktigaste frågor. 
DPP anser att Taiwan inte är ute efter självständighet, då de de facto varit självständiga sedan 1949. Man refererar då till de politiska, juridiska och sociala skillnaderna som finns mellan de två olika Kina. KMT är inte lika angelägna om självständighet. Vissa inom partiet är tvärtom för en återförening, medan andra är nöjda med status quo. En utbrytargrupp ur KMT, Nya partiet, är för en snabb återförening. Det finns också en oberoende politiker, James Soong Chu-yu, som har brutit med KMT och har det visat sig ha ett stort stöd bland befolkningen.

## Kinas inställning
Regeringen i Peking vill att Taiwan ska återförenas med fastlandet enligt principen "ett land, två system", vilken innebär att Taiwan får behålla sitt ekonomiska och sociala system men lyda under Peking. Till skillnad från Hongkong och Macao skulle Taiwan också få behålla sin armé. Den före detta biträdande försvarsministern Lin Chong-Pin kommenterade detta på följande vis: "Kommunisterna har justerat storleken på buren lite grann. Men varför skulle taiwaneserna, som haft full frihet och demokrati, vilja krypa in i en bur?" Kina har uttryckligen hotat med militärt ingripande om taiwaneserna förklarar Taiwan självständigt. Man har också uttryckt viss irritation över långsamheten i återföreningsprocessen.
Vissa kommentatorer har hävdat att anledningen till att Kina så gärna vill göra Taiwan till en kinesisk provins är att man strävar efter att utplåna de sista koloniala resterna och återigen ena Kina.[källa behövs]

## Taiwan och FN
Kina, representerat av Republiken Kinas regering, var ett av fem länder som grundade FN, och blev medlem den 24 oktober 1945. Efter att det statsbärande Nationalistpartiet förlorat inbördeskriget 1949 utropades Folkrepubliken Kina på fastlandet den 1 oktober, och Republiken Kina omallokerades till Taiwan. Trots att Republiken Kina nu i praktiken enbart hade kontroll över Taiwan och ett antal mindre öar fortsatte de representera Kina i FN fram till den 25 oktober 1971, då resolution 2758 antogs. Denna innebar att man erkände Folkrepubliken Kina som den enda legitima representanten för Kina.,
Regeringen på Taiwan har sedan 1991 försökt att återigen inträda i FN, men nu som representant enkom för folket på Taiwan, under namn som Republiken Kina på Taiwan, Republiken Kina (Taiwan), eller endast Taiwan (som Taiwans nuvarande regeringsparti Demokratiska framstegspartiet föreslagit).
Hittills har det blivit avslag, med hänvisning till resolution 2758. Regeringen på Taiwan hävdar att Taiwan aldrig varit under kinesisk jurisdiktion, och eftersom resolution 2758 ej tog upp frågan om taiwanesisk representation i FN, är inte taiwanesiskt medlemskap en omöjlighet.